# Mulada
Mulada (Hebreeuws: מולדה) is een dorp dat hoort bij de regionale raad van Al-Kasom. Het dorp ligt in het noorden van de Negev.
Al-Sayed · Derig'at · Kukhleh · Makhul · Mulada · Tirabin al-Sana · Umm Batin